# AC Cesena
Die AC Cesena (offiziell: Associazione Calcio Cesena) war ein italienischer Fußballverein aus der romagnolischen Stadt Cesena. Der Spitzname des Vereins ist Cavallucci Marini (deutsch Die Seepferdchen).

## Geschichte

### Anfänge
In der Zeit vor dem Zweiten Weltkrieg gab es in Cesena einen Verein namens U.S. Renato Serra, der nach einem jungen Dichter benannt war, der im Ersten Weltkrieg nahe Cesena gefallen war. Als der Zweite Weltkrieg begann und Italien auf Seiten Hitlerdeutschlands kämpfte, mussten alle Spieler der US Renato Serra sich am Kriegseinsatz beteiligen. Daraufhin gründete Graf Alberto Rognoni im Jahre 1940 die AC Cesena. Der Verein bestand zunächst aus drei Mitgliedern, Graf Alberto Rognoni, Student der Rechtswissenschaft an der Universität von Modena, Arnaldo Pantani, ehemaliger Fußballspieler der AC Prato, und Renato Piraccini, dem ehemaligen Direktor des U.S. Renato Serra. Kurze Zeit später wurde auf der ersten Sitzung des neu gegründeten Vereins die Vereinsfarben auf Schwarz und Weiß festgesetzt. Erster Präsident wurde Alberto Rognoni, der dieses Amt bis 1964 behielt. Erster Trainer wurde Arnaldo Pantani. Sein erstes Spiel erlebte die AC Cesena im November 1940 beim 1:8 gegen Rimini Calcio.

### 1940er bis 1970er
Bereits im ersten Jahr nach der Gründung, also im Jahr 1941, als der italienische Fußball von der großen Mannschaft der AC Turin, dem so genannten Grande Torino, beherrscht wurde, schaffte die AC Cesena den Aufstieg in die Serie C. Dort belegte der Verein gleich in der ersten Spielzeit Rang drei der Girone F. Nach einem kurzen Ausflug in die Serie B etablierte sich die AC Cesena in den Folgejahren in der Serie C. Im Jahre 1957 wurde in Cesena ein neues Stadion gebaut, welches den Namen Stadio La Fiorita trug und 30 000 Zuschauern Platz bot. Das Stadion wurde 1982 in Stadio Dino Manuzzi (Dino Manuzzi (1907–1982) war von 1964 bis 1980 zweiter Präsident der AC Cesena) umbenannt.
In der Saison 1967/68 gelang der AC Cesena erstmals nach gut 20 Jahren wieder der Aufstieg in die Serie B. Im ersten Jahr entging der Verein nur knapp dem Abstieg, nachdem man Platz 16 belegte. Den gleichen Tabellenrang belegte Cesena 1970/71, nachdem im Jahr zuvor Platz 11 erreicht wurde. Dann jedoch ging es aufwärts. 1971/72 belegte die AC Cesena noch Platz 6, doch ein Jahr darauf sicherte sich der Verein als Zweiter hinter dem CFC Genua den erstmaligen Aufstieg in die Serie A.

### 1970er bis 1990er
Nachdem in der vorherigen Saison der Aufstieg in die höchste italienische Spielklasse gelungen war, erreichte die AC Cesena in seiner Premierensaison in der Serie A beim Titelgewinn von Lazio Rom Platz 11, während US Foggia, CFC Genua und Hellas Verona in die Serie B abstiegen. Ein Jahr später gelang erneut der Klassenerhalt mit Platz 11. Absteigen mussten diesmal Vicenza Calcio, Ternana Calcio und der Varese FC. In der Saison 1975/76 belegte die AC Cesena Rang sechs, was bedeutete, dass der Verein in der darauffolgenden Spielzeit am UEFA-Pokal teilnehmen durfte. Dort kam es in der ersten Runde zum Aufeinandertreffen mit dem ostdeutschen Verein 1. FC Magdeburg. Nach einem 0:3 in Magdeburg und einem 3:1 in Cesena folgte jedoch schon in der ersten Runde das Aus, während sich Ligakonkurrent Juventus Turin den Titel holte. Im Jahr der UEFA-Pokalteilnahme, also in der Saison 1976/77, stieg die AC Cesena als Tabellenletzter zusammen mit Sampdoria Genua und dem US Catanzaro aus der Serie A ab. Nach drei Jahren in der Serie B stieg Cesena 1981 als Tabellendritter hinter der AC Mailand und dem CFC Genua wieder in die Serie A auf. Dort hielt man sich zwei Spielzeiten lang, ehe 1983 der Abstieg in die Serie B erfolgte. Nach mehreren Auf- und Abstiegen sah man den AC Cesena in der Saison 1990/91 zum vorerst letzten Mal in der ersten italienischen Liga.

### 1990er bis 2000er
1994, also drei Jahre nach dem Abstieg aus der Serie A, belegte der AC Cesena Rang fünf in der Serie B, woraufhin man Play-off-Spiele um den Aufstieg bestreiten durfte, wo man jedoch gegen Calcio Padova verlor. 1997 stieg der Verein dann zusammen mit Cosenza Calcio, US Palermo und US Cremonese in die Serie C1, heute Lega Pro Prima Divisione genannt, ab. Dort gelang mit einem souveränen ersten Platz der direkte Wiederaufstieg vor Cremonese. Nach zwei Jahren musste man aber wieder nach verlorenen Play-out-Spielen gegen die AC Pistoiese in die Lega Pro Prima Divisione. Nach dem erneuten Aufstieg in die Serie B 2003 blieb die AC Cesena bis 2008 in der zweiten Liga. Während dieser Zeit scheiterte Cesena 2006 in den Play-offs um den Aufstieg am FC Turin. 2008 ging es dann wieder einmal in die Lega Pro Prima Divisione, wo die Mannschaft jedoch gleich wieder aufstieg. In der darauffolgenden Saison in der Serie B schaffte die AC Cesena die Überraschung und erreichte dank einer exzellenten Abwehr mit Platz zwei hinter dem US Lecce den Aufstieg in die Serie A, erstmals nach 20 Jahren.

### Ab 2010
Aufstiegstrainer Pierpaolo Bisoli trat nach geschafftem Aufstieg zurück, wechselte zu Cagliari Calcio und wurde in Cesena durch Massimo Ficcadenti ersetzt. Dieser führte den Neuling zum überraschend souveränen Klassenerhalt und belegte mit seiner Mannschaft den 15. Platz in der Serie A 2010/11 mit sieben Zählern Vorsprung auf den ersten Abstiegsplatz, der ebenso überraschend von Sampdoria Genua belegt wurde. Nach der Saison trat Ficcadenti zurück und übernahm wie schon Bisoli ein Jahr zuvor das Traineramt in Cagliari. Nachfolger in Cesena wurde diesmal Marco Giampaolo, der jedoch nicht den erhofften Erfolg brachte, Trotz dreier Trainerwechsel in der Saison 2011/12 misslang das Unternehmen Klassenerhalt deutlich und die AC Cesena musste, nachdem man in der Serie A 2011/12 mit nur 22 Punkten auf der Habenseite Letzter geworden war, nach zwei Jahren wieder in die Serie B absteigen.

### Insolvenz
Am 16. Juli 2018 ging der Verein nach 78 Jahren Konkurs. Ein Nachfolgeverein wurde am 23. Juli 2018 unter dem Namen ASD Romagna Centro Cesena gegründet. Der neugegründete Verein übernahm den Startplatz der ASD Romagna Centro in der viertklassigen Serie D. Der Verein stieg 2019 in die Serie C auf.

## Ehemalige Spieler
- Hugo Almeida
- Massimo Ambrosini
- Stephen Appiah
- Davide Ballardini
- Alessandro Bianchi
- Emiliano Bonazzoli
- Massimo Bonini
- Mattia Caldara
- Pierluigi Cera
- Roberto Cravero
- Grégoire Defrel
- Valerio Fiori
- Mario Frustalupi
- Carmine Gautieri
- Emanuele Giaccherini
- Roberto Guana
- Dario Hübner
- Davor Jozić
- Franck Kessié
- Gianluca Lapadula
- Lorenzo Minotti
- Davide Moscardelli
- Papa Waigo N’Diaye
- Daniel Pancu
- Graziano Pellè
- Michelangelo Rampulla
- Ruggiero Rizzitelli
- Francesco Rizzo
- Patrizio Sala
- Walter Schachner
- Luciano Spinosi
- Lorenzo Squizzi
- Christian Terlizzi

## Ehemalige Trainer
- Osvaldo Bagnoli
- Eugenio Bersellini
- Alberto Bigon
- Pierpaolo Bisoli
- Fabrizio Castori
- Giovan Battista Fabbri
- Marco Giampaolo
- Giuseppe Iachini
- Luigi Radice
- Gaetano Salvemini

## Erfolge
- A-Mannschaft:
  - Serie C: 1 1967/68
  - Serie D: 1 1959/60,2018/19

- Jugendmannschaft:
  - Campionato Primavera: 2 (1981/82 und 1985/86)
  - Torneo di Viareggio: 1 (1990)

Einmal konnte sich die AC Cesena für einen Europapokal-Wettbewerb qualifizieren. In der 1. Runde des UEFA-Pokals 1976/77 traf man auf den 1. FC Magdeburg aus der DDR und schied trotz eines 3:1-Erfolges im Rückspiel aus, nachdem es im Hinspiel 0:3-Niederlage gab.